# Flaga Erywania
Flaga Erywania – płat tkaniny koloru białego. Barwa ta symbolizuje czystość, cnotę oraz jasność. W jego centrum znajduje się herb Erywania otoczony przez ułożone w okrąg 12 trójkątów. Każdy z nich symbolizuje jedną z 12 historycznych stolic Armenii.
Kolory użyte we fladze nawiązują do barw narodowych Armenii. Ma to akcentować wielkomiejskie znaczenie flagi.